# Каминский, Ромуальд
Рому́альд Ками́нский (пол. Romuald Kamiński, 7.02.1955 г., Янувка, Подляское воеводство, Польша) — католический епископ, титулярный епископ Агунтума и вспомогательный епископ епархии Элка с 8 июня 2005 года.

## Биография
Ромуальд Каминский родился 7 февраля 1955 года в селе Янувка Подляского воеводства, Польша. 7 июня 1981 года состоялось рукоположение Ромуальда Каминского в священника. C 1981 по 1982 год был викарием в приходе Пресвятой Девы Марии Королевы Польши в Отвоцке. C 1992 по 2005 год был канцлером епархиальной курии епархии Варшавы-Праги.
8 июня 2005 года Римский папа Бенедикт XVI назначил Ромуальда Каминского титулярным епископом Агунтума и вспомогательным епископом епархии Элка. 23 июня 2005 года в Элкском соборе состоялось рукоположение Ромуальда Каминского в епископа, которое совершил архиепископ Юзеф Ковальчик в сослужении с епископами Ежи Мазуром и Казимежем Романюком.